# Kalmarsund

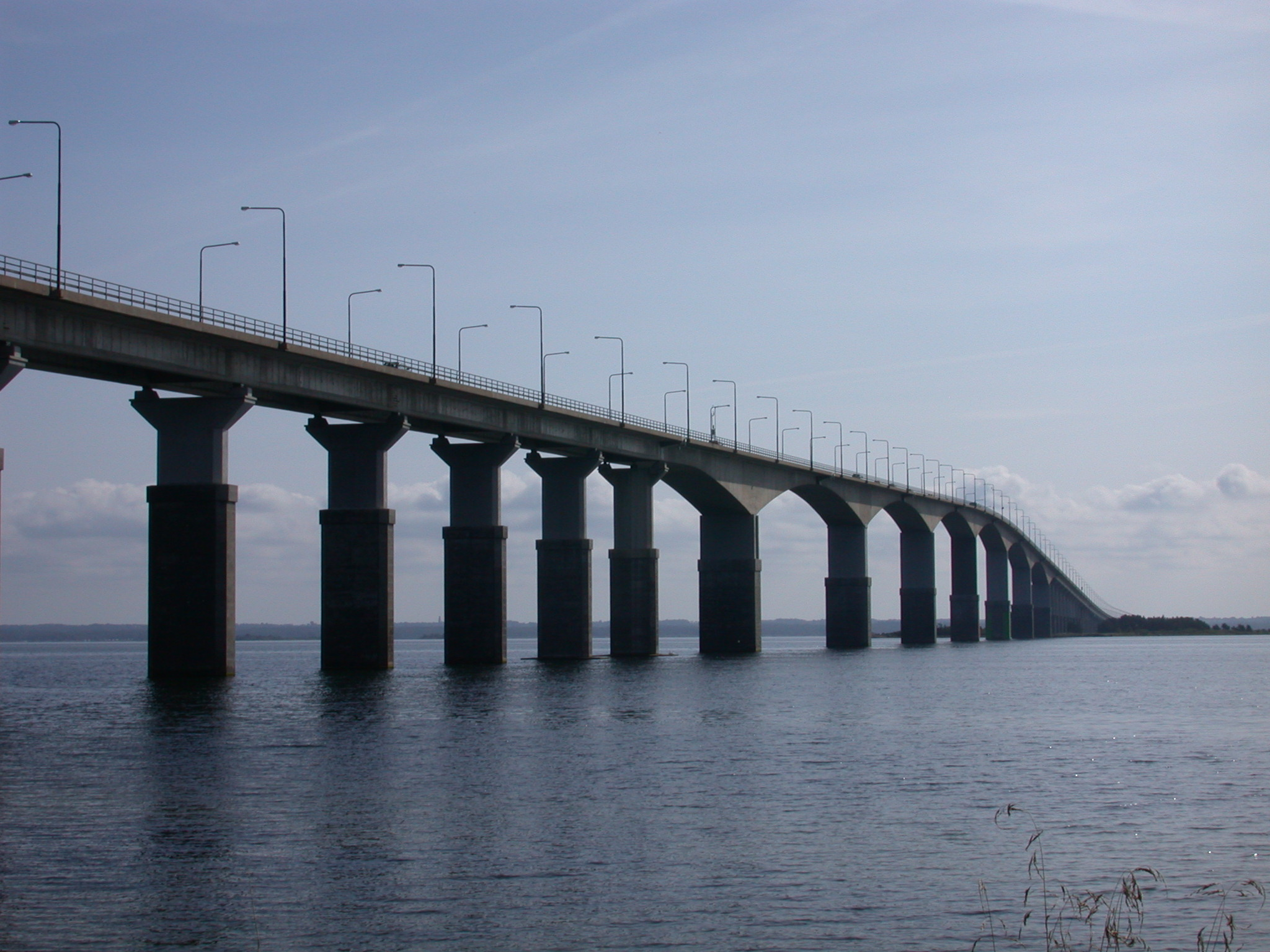
Ölandsbron sträcker sig över Kalmarsund

Karta över Kalmarsund, 1678

Kalmarsund är farleden och vattnet mellan Sveriges fastland och den svenska ön Öland i Östersjön. Mitt i norra Kalmarsund ligger ön Blå Jungfrun som ingår i landskapet Småland. Minsta avståndet mellan Öland och fastlandet är cirka 3 kilometer. 
En känd fyr i anslutning till Kalmarsund är Långe Jan på Ölands södra udde. Utgrundets fyr ligger på Utgrundet, där det fanns tidigare ett fyrskepp. Fyren Garpen ligger vid angöringen till Bergkvara och norr om Kalmar fast söder om Blå Jungfrun ligger Dämmans fyr mot fastlandet till. Långe Erik finns vid Ölands norra udde.
Baserat på ett kungligt påbud från 1500-talet är Kalmarsund gräns för beteckningarna sill (söderut) respektive strömming (norrut) för fisken Clupea harengus.

## Namnet
Det äldsta belägget för namnet är från 1000-talet och återfinns på den södermanländska runstenen Sö 333, enligt vilken någon blev dräpt i Kalmarna sundum. "Kalmarsund" anses vara sekundärt till ortnamnet Kalmarnar, nu Kalmar, som i sin tur har som förled det sydöstsvenska dialektordet kalm som betyder stenröse eller stenanhopning.